# Roberto Blanco Torres
Roberto Blanco Torres (Cuntis, 18 de marzo de 1891 - Entrimo, 3 de octubre de 1936) fue un político, periodista, escritor y poeta español, conocido por sus trabajos en lengua gallega.
Dio los primeros pasos en la poesía de la mano de las vanguardias artísticas. Su obra poética es calificada por los críticos como de una gran belleza e intensidad expresiva. Otra de las facetas de Roberto Blanco fue la de periodista. Su trabajo en los medios impresos fue muy extenso y variado. Además de ser colaborador asiduo de la prensa gallega dirigió varios periódicos. Sus columnas desprenden el talante combativo que caracteriza toda su obra.
Desde Cuntis, su villa natal, emigró a Cuba. La emigración condicionó su personalidad. Comprometido políticamente, evolucionó desde el agrarismo hasta el galleguismo.
A su figura se dedicó el Día de las Letras Gallegas de 1999.

## Biografía
El menor de nueve hermanos de un sacerdote dispensado, su padre le dio una sólida cultura clásica. Siguiendo los pasos de sus hermanos mayores en 1906 emigró a Cuba. Allí comenzó a colaborar en la prensa de la comunidad gallega, para lo que emplea el seudónimo de Fray Roblanto. Allí, el trato con Antón Villar Ponte y Ramón Cabanillas fueron decisivos para su trayectoria ideológica.

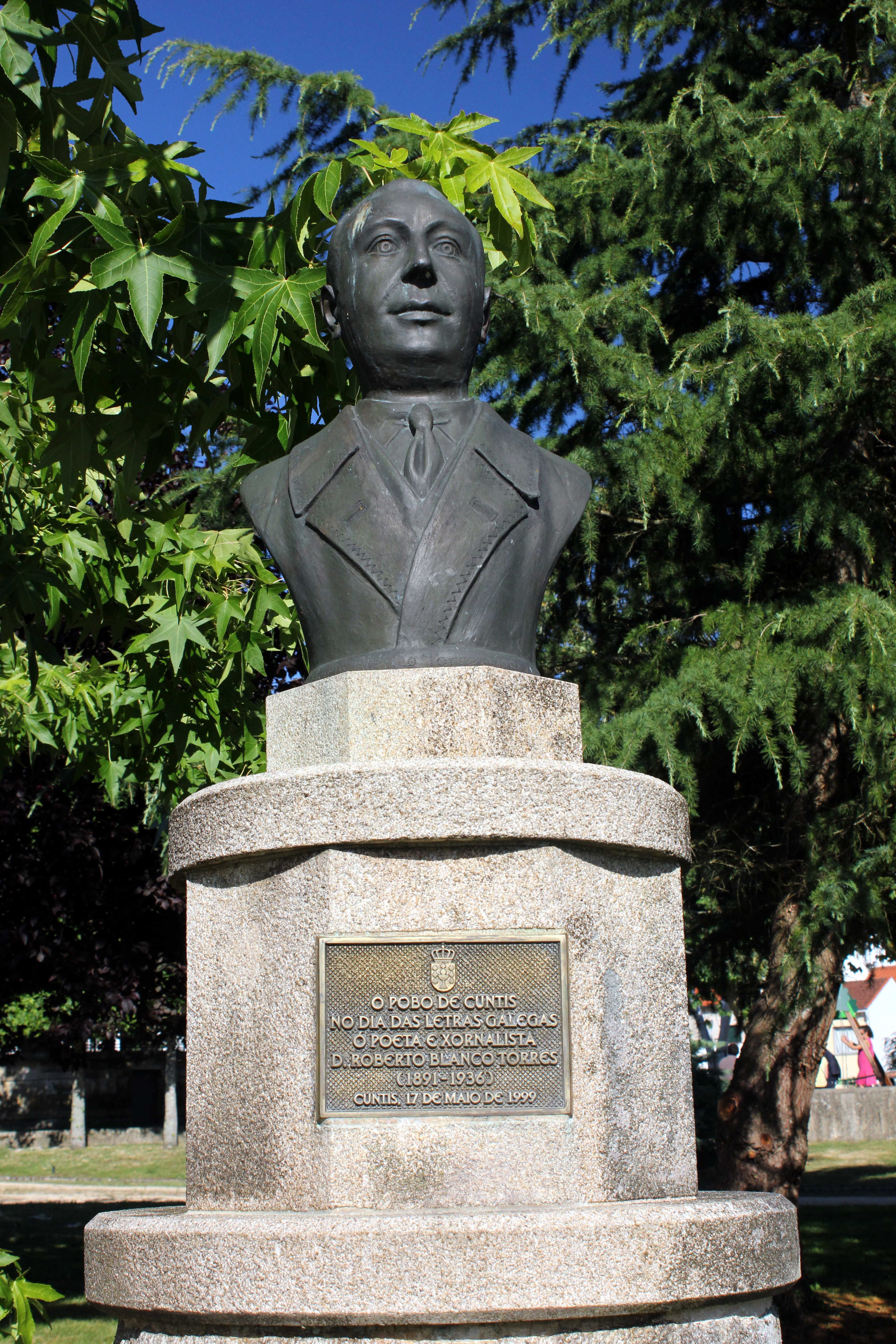
Busto en Cuntis.

El semanario Follas Novas de La Habana fue la primera publicación que aceptó sus artículos en septiembre de 1907. También colaboró con Santos e Meigas, Suevia y Galicia. En 1910 apareció su primer artículo en la prensa gallega, en la revista Vida Gallega. En diciembre de 1911 dirigió la revista La Alborada y desde agosto de 1913 La Tierra Gallega, desde donde atacó a algunos de los administradores del Centro Gallego de La Habana, al tiempo que colaboró en la prensa cubana, en especial en el Diario de la Marina y el Comercio.
A finales de 1916 regresó a Galicia, estableciéndose en La Coruña. Participó en las Irmandades da Fala y a comienzos de abril de 1917 publicó su primer artículo en A Nosa Terra. En diciembre de 1918 participó en la I Asamblea Nacionalista celebrada en Lugo.
En 1920 se hizo cargo de la dirección de El Correo Gallego de Ferrol. En 1921 pasó a dirigir La Zarpa en Orense, hasta que en 1923 fue nombrado redactor jefe de Galicia. Diario de Vigo, fundado en 1922 por Valentín Paz Andrade. En 1926 se casó con Xulia Sánchez Novoa y durante unos meses de 1927 fue el redactor jefe de El Pueblo Gallego (Galicia. Diario de Vigo había desaparecido ante la presión de la dictadura de Primo de Rivera). En 1929 publicó Orballo da media noite (Rocío de medianoche), colección de 31 poemas, en los que mostraba el conocimiento de los recursos de la poesía vangardista y futurista, y en 1930 De esto y de lo otro, una selección de 38 artículos periodísticos.
Participó en la creación de la Asociación Galega de Escritores (1930). También fue miembro del comité ejecutivo de la Federación Republicana Gallega y en marzo de 1931 asumió la dirección de La República de Orense, al tiempo que comenzaba a desilusionarse con la actuación de su grupo político en la consecución de la autonomía para Galicia. Aun así aceptó el cargo de gobernador civil de Palencia entre el 29 de diciembre de 1931 y el 16 de febrero de 1932. En estos años pasó a dirigir los diarios El Noroeste de La Coruña y El País de Pontevedra —este último, a partir de 1935—. Desde mayo de 1936 fue jefe del gabinete de prensa del Ministerio de Gobernación, participando activamente en la campaña para la aprobación del estatuto de autonomía de Galicia.
La sublevación militar del 18 de julio de 1936 sorprendió a Blanco Torres en la aldea de Amido, en el municipio de La Peroja (Orense), en la casa familiar de su mujer. Detenido en septiembre, fue llevado a la prisión de Orense, y el 3 de octubre de 1936 fue "paseado" por los falangistas, que lo fusilaron en Entrimo. Por orden judicial, fue enterrado en una fosa común de la iglesia parroquial de San Fiz de Galez en el Concejo de Entrimo (Orense).